# Юдченко Григорій Климович
Юдченко Григорій Климентійович (30 (18) листопада 1888, Мар'янівка, Казанківська селищна громада, Баштанський район, Миколаївська область — 1937) — член Української Центральної Ради, актор.
Активний діяч «Просвіти» з 1908 р.
У 1917 р. обраний до складу Української Центральної Ради, де працював у фінансовій комісії.
Протягом 1918—1920 рр. — член УКП(б). Після розпуску партії боротьбистів не подавав заяву з приводу вступу до КП(б)У, виступаючи за збереження подальшої роботи миколаївського осередку боротьбистів.
Надалі він займався культурно-мистецької роботою, беручи участь у постановці та виступах театральних вистав, організованих для робітників та селян Миколаївщини. При чому їх репертуар, як наголошував Г. Юдченко, разом із постановою творів українських класиків, становили п'єси революційного та ідеологічного характеру.
1937 р. засуджено до вищої міри покарання за «буржуазний націоналізм».